# Marek Matějovský
Marek Matějovský (Brandýs nad Labem, 20 dicembre 1981) è un calciatore ceco, centrocampista del Mladá Boleslav e della Rep. Ceca.

## Carriera

### Club
Il suo debutto tra i professionisti avviene nel 1999 quando firma per il Mladá Boleslav, squadra militante in seconda divisione. Nel 2001 viene mandato in prestito allo Jablonec 97 ma ritorna al Mladá Boleslav nel 2003. Conquistato il posto da titolare e in seguito anche la fascia da capitano, aiuta la squadra a guadagnare la promozione in massima serie nel 2005 e a conquistare un sorprendente secondo posto la stagione successiva.
Nella sessione invernale del calciomercato 2008 il calciatore è acquistato dagli inglesi del Reading e debutta in Premier League il 19 gennaio 2008 nella sconfitta in casa per 0-2 contro il Manchester United, allorquando entra in campo all'ottantesimo minuto al posto di Bobby Convey. Gioca la sua prima partita da titolare il 2 febbraio 2008 nella sconfitta in casa per 0-2 contro il Bolton e segna la sua prima rete il 15 marzo 2008 nella sconfitta esterna per 2-1 contro il Liverpool.

### Nazionale
Con la Repubblica Ceca conta quindici presenze impreziosite da una rete. Ha debuttato in Nazionale il 7 febbraio 2007 nell'amichevole vinta 2-0 contro il Belgio ed ha segnato la sua prima rete contro la Germania nella partita valida per le qualificazioni a Euro 2008. Sempre con la Nazionale ha disputato l'europeo di calcio del 2008.

## Palmarès

### Club

#### Competizioni nazionali
- Supercoppa della Repubblica Ceca: 2

Sparta Praga: 2010, 2014
- Campionato ceco: 1

Sparta Praga: 2013-2014
- Coppa della Repubblica Ceca: 1

Sparta Praga: 2013-2014

## Statistiche

### Cronologia presenze e reti in nazionale
| Cronologia completa delle presenze e delle reti in nazionale ― Rep. Ceca | Cronologia completa delle presenze e delle reti in nazionale ― Rep. Ceca | Cronologia completa delle presenze e delle reti in nazionale ― Rep. Ceca | Cronologia completa delle presenze e delle reti in nazionale ― Rep. Ceca | Cronologia completa delle presenze e delle reti in nazionale ― Rep. Ceca | Cronologia completa delle presenze e delle reti in nazionale ― Rep. Ceca | Cronologia completa delle presenze e delle reti in nazionale ― Rep. Ceca | Cronologia completa delle presenze e delle reti in nazionale ― Rep. Ceca |
| Data                                                                     | Città                                                                    | In casa                                                                  | Risultato                                                                | Ospiti                                                                   | Competizione                                                             | Reti                                                                     | Note                                                                     |
| ------------------------------------------------------------------------ | ------------------------------------------------------------------------ | ------------------------------------------------------------------------ | ------------------------------------------------------------------------ | ------------------------------------------------------------------------ | ------------------------------------------------------------------------ | ------------------------------------------------------------------------ | ------------------------------------------------------------------------ |
| 7-2-2007                                                                 | Bruxelles                                                                | Belgio                                                                   | 0 – 2                                                                    | Rep. Ceca                                                                | Amichevole                                                               | -                                                                        | 68’                                                                      |
| 2-6-2007                                                                 | Cardiff                                                                  | Galles                                                                   | 0 – 0                                                                    | Rep. Ceca                                                                | Qual. Euro 2008                                                          | -                                                                        | 83’                                                                      |
| 22-8-2007                                                                | Vienna                                                                   | Austria                                                                  | 1 – 1                                                                    | Rep. Ceca                                                                | Amichevole                                                               | -                                                                        | 57’                                                                      |
| 17-10-2007                                                               | Monaco di Baviera                                                        | Germania                                                                 | 0 – 3                                                                    | Rep. Ceca                                                                | Qual. Euro 2008                                                          | 1                                                                        |                                                                          |
| 17-11-2007                                                               | Praga                                                                    | Rep. Ceca                                                                | 3 – 1                                                                    | Slovacchia                                                               | Qual. Euro 2008                                                          | -                                                                        | 86’                                                                      |
| 21-11-2007                                                               | Nicosia                                                                  | Cipro                                                                    | 0 – 2                                                                    | Rep. Ceca                                                                | Qual. Euro 2008                                                          | -                                                                        |                                                                          |
| 6-2-2008                                                                 | Larnaca                                                                  | Rep. Ceca                                                                | 0 – 2                                                                    | Polonia                                                                  | Amichevole                                                               | -                                                                        | 1’                                                                       |
| 26-3-2008                                                                | Herning                                                                  | Danimarca                                                                | 1 – 1                                                                    | Rep. Ceca                                                                | Amichevole                                                               | -                                                                        | 46’ 80’                                                                  |
| 27-5-2008                                                                | Praga                                                                    | Rep. Ceca                                                                | 2 – 0                                                                    | Lituania                                                                 | Amichevole                                                               | -                                                                        | 83’                                                                      |
| 30-5-2008                                                                | Praga                                                                    | Rep. Ceca                                                                | 3 – 1                                                                    | Scozia                                                                   | Amichevole                                                               | -                                                                        | 46’                                                                      |
| 11-6-2008                                                                | Ginevra                                                                  | Rep. Ceca                                                                | 1 – 3                                                                    | Portogallo                                                               | Euro 2008 - 1º turno                                                     | -                                                                        | 68’                                                                      |
| 15-6-2008                                                                | Ginevra                                                                  | Rep. Ceca                                                                | 2 – 3                                                                    | Turchia                                                                  | Euro 2008 - 1º turno                                                     | -                                                                        | 39’                                                                      |
| 11-2-2009                                                                | Casablanca                                                               | Marocco                                                                  | 0 – 0                                                                    | Rep. Ceca                                                                | Amichevole                                                               | -                                                                        | 46’                                                                      |
| 15-11-2009                                                               | al-'Ayn                                                                  | Emirati Arabi Uniti                                                      | 0 – 0                                                                    | Rep. Ceca                                                                | Amichevole                                                               | -                                                                        |                                                                          |
| 18-11-2009                                                               | al-'Ayn                                                                  | Azerbaigian                                                              | 2 – 0                                                                    | Rep. Ceca                                                                | Amichevole                                                               | -                                                                        | cap.                                                                     |
| Totale                                                                   |                                                                          | Presenze                                                                 | 15                                                                       |                                                                          | Reti                                                                     | 1                                                                        |                                                                          |